# Elecciones generales de Jamaica de 2016
Las elecciones generales se llevaron a cabo en Jamaica el 25 de febrero de 2016. Las elecciones fueron en gran parte una competencia entre el Partido Nacional del Pueblo y el Partido Laborista de Jamaica de la oposición. El resultado fue una victoria estrecha para el PLJ, que ganó 32 de los 63 escaños.

## Sistema electoral
Los 63 miembros de la Cámara de Representantes son elegidos por escrutinio mayoritario uninominal. La Ley de Representación del Pueblo permite la candidatura de los votantes mayores de 21 años. Cualquier ciudadano de la Mancomunidad de Naciones que resida en Jamaica puede votar en la elección si es mayor de 18 años. Para ser incluido en la boleta, una nominación debe incluir las firmas de al menos diez votantes elegibles del mismo distrito electoral.